# Morpho menelaus
Morpho menelaus é uma borboleta neotropical da família Nymphalidae, subfamília Satyrinae e tribo Morphini, descrita por Carolus Linnaeus em 1758 e nativa da Costa Rica, Panamá, Guianas, Venezuela, Colômbia, Equador, Peru, Bolívia e Brasil (Amazonas, Rondônia, Pará, Paraíba, Pernambuco, Alagoas, Mato Grosso, Minas Gerais, Rio de Janeiro, Paraná, e Rio Grande do Sul). Visto por cima, o padrão básico da espécie (macho) apresenta asas de coloração azul iridescente com as pontas das asas anteriores de coloração enegrecida, por vezes apresentando duas pontuações brancas no ápice das asas anteriores e uma pequena linha de igual coloração no contorno localizado na frente do mesmo par de asas. Vista por baixo, a borboleta possui asas de coloração castanho escura, com geralmente um número de sete ocelos em cada par (anterior e posterior) de asas (podendo ir de cinco, seis a dez ocelos). O dimorfismo sexual é acentuado, com as fêmeas maiores, menos frequentes e com asas contendo uma maior superfície enegrecida. O zoólogo Eurico Santos cita os seguintes nomes vernáculos para esta espécie: "Praia-grande", "Corcovado" e "Azul-seda". A lagarta de M. menelaus amathonte foi encontrada em planta do gênero Pterocarpus (Pterocarpus officinalis). No Brasil, Otero a encontrou sobre planta do gênero Erythroxylum conhecida por "Arco-de-pipa" (Erythroxylum pulchrum).
De acordo com Markku Savela esta espécie já foi descrita, dentro de seu gênero, com a denominação Morpho godartii, Morpho amathonte, Morpho alexandra, Morpho melanippe, Morpho alexandrovna, Morpho didius, Morpho melacheilus, Morpho nestira, Morpho paris, Morpho kruegeri, Morpho punicae, Morpho agamemnon, Morpho mattogrossensis, Morpho centralis e Morpho occidentalis; o que evidencia sua grande variação individual.

## Hábitos
Adrian Hoskins cita que a maioria das espécies de Morpho passa as manhãs patrulhando trilhas ao longo dos cursos de córregos e rios. Nas tardes quentes e ensolaradas, às vezes, podem ser encontradas absorvendo a umidade da areia, visitando seiva a correr de troncos ou alimentando-se de frutos em fermentação.

## Subespécies
M. menelaus possui dezoito subespécies:
- Morpho menelaus menelaus - Descrita por Linnaeus em 1758, de exemplar proveniente do Suriname.[6]
- Morpho menelaus coeruleus - Descrita por Perry em 1810, de exemplar proveniente do Brasil.[18]
- Morpho menelaus godartii - Descrita por Guérin-Méneville em 1844, de exemplar proveniente da Bolívia.
- Morpho menelaus amathonte - Descrita por Deyrolle em 1860, de exemplar proveniente da Colômbia.
- Morpho menelaus occidentalis - Descrita por C. & R. Felder em 1862, de exemplar proveniente do Peru.
- Morpho menelaus terrestris - Descrita por Butler em 1866, de exemplar proveniente do Brasil.
- Morpho menelaus alexandrovna - Descrita por Druce em 1874, de exemplar proveniente do Peru.
- Morpho menelaus didius - Descrita por Hopffer em 1874, de exemplar proveniente do Peru.
- Morpho menelaus assarpai - Descrita por Röber em 1903, de exemplar proveniente do Peru.
- Morpho menelaus tenuilimbata - Descrita por Fruhstorfer em 1906, de exemplar proveniente do Brasil.[19]
- Morpho menelaus julanthiscus - Descrita por Fruhstorfer em 1907, de exemplar proveniente do Equador.
- Morpho menelaus argentiferus - Descrita por Fruhstorfer em 1913, de exemplar proveniente do Peru.
- Morpho menelaus orinocensis - Descrita por Le Moult em 1925, de exemplar proveniente da Venezuela.
- Morpho menelaus verae - Descrita por Weber em 1951, de exemplar proveniente do Brasil.
- Morpho menelaus kesselringi - Descrita por Fischer em 1962, de exemplar proveniente do Brasil.[7]
- Morpho menelaus huebneri - Descrita por Fischer em 1962,[20] de exemplar proveniente do Brasil.[carece de fontes?]
- Morpho menelaus zischkai - Descrita por Fischer em 1962, de exemplar proveniente da Bolívia.
- Morpho menelaus eberti - Descrita por Weber em 1963, de exemplar proveniente do Brasil.[5]